# أندرويد كيت كات
أندرويد كيت كات (بالإنجليزية: Android KitKat) هو نسخة من نظام تشغيل الهواتف المحمولة أندرويد تم تطويره بواسطة جوجل، تمتد الإصدارات ما بين 4.4 و 4.4.4، كشف النقاب عنه يوم 3 سبتمبر 2013، في المقام الأول تم التركيز في كيت كات على تحسين نظام التشغيل لتحسين الأداء على الأجهزة ذات الموارد المحدودة.
في شهر مايو 2020، شكل عدد مستخدمي هذا النظام 1.83% من إجمالي المستخدمين.

## التسمية

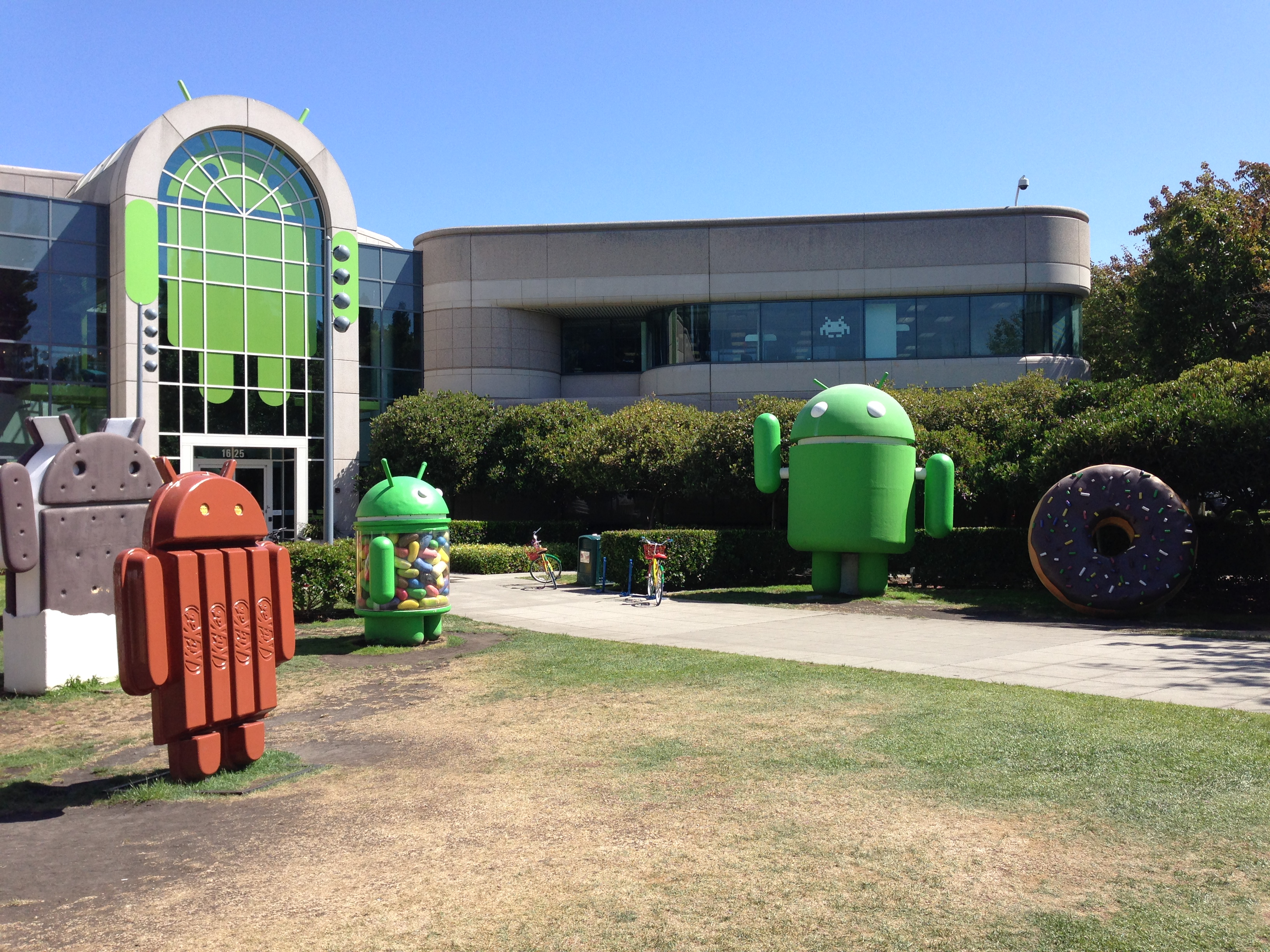
تماثيل أجهزة أندرويد جيلي بين و أيس كريم ساندويتش و كيت كات

كانت شركة “جوجل” قد اعلنت عن اسم الإصدار من نظام تشغيل الأجهزة الذكية “أندرويد”، حيث وقع اختيار الشركة الأمريكية على اسم الشيكولاتة الشهيرة “كيت كات” KitKat وأوضحت شركة نستله لإنتاج الأطعمة، والمالكة للعلامة التجارية “كيت كات”، أنها وافقت على اقتراح “جوجل” بعقد شراكة فيما بينهما يتضمن إطلاق اسم العلامة التجارية للشيكولاتة خاصتها على نظام “أندرويد”.

## الميزات

### خبرة المستخدم
تم العمل على تقلل الواجهة العامة لهذا الإصدار بشكل أكبر من مظهر الواجهة هولو "Holo" الذي تم تقديمه في الإصدار 4.0، مستبدلاً الحالات المتبقية من تمييز الأزرق باللوني الرمادي والأبيض (مثل أيقونات شريط الحالة). قد تؤدي التطبيقات إلى ظهور حالة شفافة أو تشغيل وضع ملء الشاشة («الوضع المجسم») لإخفائها تمامًا. حيث تجد المشغل أيضًا ذو مظهر منتعش، مع تنفيذ أشرطة التنقل الشفافة، واستبدال الخلفية السوداء في درج التطبيق بخلفية شفافة قليلا.

### المنصة
بيئة وقت التشغيل الجديدة (runtime environment) المعروفة باسم بيئة أندرويد وقت التشغيل (Android Runtime)، تهدف إلى استبدال الآلة افتراضية دافيك (Dalvik virtual machine) بها، تم تقديم البيئة الجديدة كعينة تكنولوجيا (Beta technology preview)في كيت كات.

## وصلات خارجية
- الموقع الرسمي
.

| سبقه أندرويد 1 | أندرويد 2 2013 | تبعه أندرويد3 |